# Silvertoner
Silvertoner è il primo album in studio della cantante svedese Sanna Nielsen, pubblicato nel 1996.

## Tracce
1. När jag hör honom spela för vinden
2. Mamma häng me' mej ut i kväll
3. Maria Maria
4. Thimmy
5. Till en fågel
6. Bilder i mitt album
7. Teddybjörnen Fredriksson (con Lasse Berghagen)
8. En varsam hand
9. Änglafin
10. Leka med vinden
11. Mötet
12. Har jag chansen på dej
13. Kära dagbok
14. Viva, Fernando Garcia
15. En gång när jag blir stor